# Oxyserica pygidialis
Oxyserica pygidialis är en skalbaggsart som beskrevs av Brenske 1900. Oxyserica pygidialis ingår i släktet Oxyserica och familjen Melolonthidae.
Artens utbredningsområde är Madagaskar. Utöver nominatformen finns också underarten O. p. annapurnae.